# Xylophaga alexisi
Xylophaga alexisi is een tweekleppigensoort uit de familie van de Pholadidae. De wetenschappelijke naam van de soort is voor het eerst geldig gepubliceerd in 2012 door Voight & Segonzac.